# PGM Ultima Ratio
El PGM Ultima Ratio es un fusil de francotirador francés. Dispara el cartucho 7,62 x 51 OTAN, pero dependiendo del cañón de cada variante, puede estar calibrado para varios cartuchos. Es producido por la empresa armera PGM Précision. Sus principales equivalentes en el mercado de fusiles de fracontirador son el Accuracy International Arctic Warfare y el Sako TRG.
Su nombre se deriva de la frase en latín ultima ratio regum (argumento final de los reyes), que Luis XIV de Francia ordenó grabar en los cañones de su ejército.

## Detalles de diseño
El PGM Ultima Ratio fue diseñado desde el inicio como un fusil de francotirador, en lugar de ser la versión de precisión de un fusil de cerrojo existente.
Al igual que los otros fusiles PGM - el PGM Hécate II de 12,7 mm y el PGM 338 de 8,6 mm - el PGM Ultima Ratio está construido alrededor de un chasis central rígido de planchas de metal, que le otorga una apariencia esquelética para reducir su peso y simplificar su mantenimiento.
El cajón de mecanismos está hecho de aleación de aluminio 7075 de calidad aeronáutica, mientras que el cerrojo de acero tiene tres tetones de acerrojado que se encajan en una extensión del cañón. También tiene agujeros de ventilación para sobrepresión, que permiten el escape de los gases con alta presión en el infrecuente caso de rotura del casquillo. El cañón de competición está montado de forma flotante, pudiendo cambiarse fácilmente en campaña con ayuda de una llave Allen de 5 mm.
Están disponibles varios modelos de cañón. El cañón Intervention tiene aletas de enfriamiento longitudinales y un freno de boca integral para reducir el retroceso y el fogonazo. Los cañones Commando I y Commando II tienen entalles, además de tener frenos de boca integrales o desmontables. Si los cañones tienen la boca roscada para instalar un freno de boca, también se les puede instalar un silenciador desmontable. El cañón Integral Silencieux tiene un silenciador integrado.
El estriado del ánima de los cañones para cartuchos 7,62 x 51 OTAN y .300 Savage tiene una tasa de rotación de 305 mm. La tasa de rotación para los otros cartuchos estándar es de 241 mm (7mm-08 Remington), 229 mm (.260 Remington) y 203 mm (6,5 x 47 Lapua). Los cañones Intervention están disponibles para los cartuchos mencionados arriba. Los cañones Commando I y Commando II están disponibles para 7,62 x 51 OTAN y 7mm-08 Remington, mientras que los cañones Integral Silencieux están disponibles para 7,62 x 51 OTAN y .300 Savage.
El guardamanos y el pistolete están hechos de polímero, siendo montados en el cajón de mecanismos. La culata está hecha de metal y tiene una cantonera ajustable para facilitar la puntería y reducir los efectos del retroceso en el tirador. También se le puede ajustar su longitud y su altura, mientras que en la variante con culata plegable se puede plegar sobre el lado izquierdo del cajón de mecanismos para reducir la longitud del fusil y hacerlo más sencillo de transportar. Un monópode ajustable que se pliega debajo de la culata sirve para mantener el fusil estable por largos periodos de tiempo, siendo más eficaz cuando se utiliza con el bípode que se pliega debajo del cañón. El pistolete ayuda a sostener el fusil por largos periodos de tiempo, cuando el tirador debe estar listo de inmediato para disparar. 
El PGM Ultima Ratio tiene un gatillo ajustable con recorrido de dos etapas, que un armero puede ajustar para presiones de 10 N a 16 N.
Está equipado con un riel Picatinny, pudiéndosele instalar una amplia gama de miras telescópicas civiles y estándar de la OTAN, linternas tácticas, miras telescópicas nocturnas y otros accesorios. También tiene alza y punto de mira, para emplearse en caso de avería de la mira telescópica.
Para disparar sin mucho retroceso, su manual de instrucciones advierte no disparar sin el freno de boca o el silenciador instalados.
Puede obtener una precisión constante de alrededor de 0,5 MDA con cartuchos de competición, cuando es disparado por un tirador experto. 
El fusil puede emplear un cargador monohilera de 5 cartuchos, o uno de doble hilera de 10 cartuchos.
Los accesorios suministrados con el fusil son: silenciador, pistolete ergonómico de madera, culata y guardamanos de madera, rieles Picatinny, soportes para mira telescópica, alza y punto de mira, correa portafusil y maletín de transporte con interior de espuma.        

## Usuarios
- Brasil: es empleado por el Batallón de Operaciones Especiales de Fusileros Navales.
- Eslovenia: es empleado por el Ejército esloveno.[5]
- Francia: es empleado por la sección antiterrorista de la Brigada de Investigación e Intervención de la Policía Nacional de Francia, con sede en París.[6]
- Israel: es empleado por las unidades de Fuerzas especiales israelíes,[7] incluyendo al Yamam, unidad antiterrorista de élite de la Policía de Israel.
- Lituania: es empleado por el grupo antiterrorista ARAS de la Policía de Lituania.[8]
- Marruecos: es empleado por el Ejército Real de Marruecos.[9]